# Great-West Lifeco
Die Great-West Lifeco Inc. (GWL) ist eine kanadische Finanzholding mit Schwerpunkt Versicherungen. Sie ist in Nordamerika (Kanada und USA), Europa und Asien über fünf hundertprozentige, regional ausgerichtete Tochtergesellschaften tätig. Viele der indirekt kontrollierten Unternehmen gehören zu ihrer größten Tochtergesellschaft, der Canada Life Assurance Company; die übrigen (Great West Life & Annuities Financial Inc.) werden von der Great-West Lifeco U.S. LLC, einer US-amerikanischen Tochtergesellschaft, geführt. Great-West Lifeco wird indirekt vom Milliardär Paul Desmarais Jr. aus Montreal kontrolliert. Der Milliardär hält Anteile an der Power Corporation of Canada (seit 1968 im Besitz der Familie Desmarais). Die Power Corporation of Canada hält 72 % (im Vergleich zu 74,6 % im Jahr 2005) an Great-West Lifeco.

## Geschichte
Great-West Life wurde 1891 in Winnipeg von Jeffry Hall Brock, einem Versicherungsvertreter, gegründet. Das Unternehmen wurde am 28. August 1891 ins Leben gerufen. Der Hauptsitz befand sich im Exchange District in Winnipeg an der Ecke Rorie Street und Lombard Avenue. 1912 versicherte das Unternehmen zwei Versicherungsnehmer, die auf der Titanic ums Leben kamen, nachdem es 1893 erstmals eine Todesfallauszahlung geleistet hatte.
Im Jahr 1942 war GWL das erste kanadische Unternehmen, das in das Unfall- und Krankenversicherungsgeschäft einstieg.
Irish Life, eine in Dublin ansässige Lebensversicherungs-, Renten- und Investmentgruppe, wurde 2013 von der irischen Regierung an Great West Lifeco verkauft. Am 18. Juli 2013 schloss die kanadische Tochtergesellschaft Canada Life Limited die Übernahme von Irish Life Assurance ab.
Am 31. Mai 2023 gab Great-West Lifeco bekannt, dass Franklin Templeton Investments Putnam Investments für 925 Millionen US-Dollar übernehmen würde. Die Putnam Investments-Tochter PanAgora Asset Management war von der Übernahme allerdings ausgenommen. Die Transaktion wurde im Januar 2024 abgeschlossen.

## Unternehmensstruktur

### Great West Life & Annuity Insurance Company
ist ein Unternehmen, das Privatpersonen und Unternehmen in allen US-Bundesstaaten Lebensversicherungen, Altersvorsorgeleistungen (die von den Arbeitgebern bezahlt werden) und Renten anbietet, die von eigenen Maklern und Institutionen vertrieben werden. Dieser Geschäftsbereich nahm am 28. Mai 1997 seine Geschäftstätigkeit in den USA auf.

### Empower Retirement
ist ein Unternehmen für die Verwaltung von Altersvorsorgepolicen mit Sitz in Greenwood Village, Colorado. Es ist der zweitgrößte Anbieter von Altersvorsorgepolicen in den USA.

### Die Great West Life Assurance Company
ist Kanadas größtes Versicherungsunternehmen. Die Tochtergesellschaft wurde 2003 mit der Übernahme von Canada Life Financial für 7,3 Milliarden kanadische Dollar (4,7 Milliarden US-Dollar) zum Marktführer in Kanada. Zu den Produkten gehören unter anderem Treuhandpapiere. Great-West Life, Canada Life und London Life wurden am 1. Januar 2020 in Canada Life umbenannt.

### Canada Life
Die Canada Life wurde 1847 gegründet und ist in Irland, Kanada, Großbritannien, Deutschland und auf der Isle of Man tätig. Der Geschäftsschwerpunkt liegt auf Versicherungen (Lebens-, Berufsunfähigkeits-, Gläubiger- und Schwerer-Krankheiten-Versicherungen) sowie Vermögensverwaltung. Das europäische Geschäft besteht seit 1903 und versorgt verschiedene Regionen mit unterschiedlichen Produkten. Versicherungen und Sparanlagen werden in allen Regionen angeboten, mit Ausnahme von Großbritannien (wo Renten- und Gruppenversicherungen angeboten werden) und Deutschland (wo das Geschäft auf Renten und schwere Krankheiten ausgerichtet ist).

### London Life
ist ein 140 Jahre altes Unternehmen, das derzeit 2 Millionen kanadische Kunden betreut. Es ist unter den Namen Great-West, Freedom 55 (Sparen, Investitionen, Altersvorsorge, Versicherungen und Hypotheken), Quadrus Investment Services Ltd. (Investmentfonds) und London Reinsurance Group (internationales Geschäft) tätig.

### Irish Life
wurde 2013 für 1,3 Milliarden Euro übernommen.